# 더클래식500
더클래식500(영어: The Classic 500)는 대한민국 서울특별시 광진구 자양동에 있는 초고층 빌딩이다. 더클래식 500은 A동(50층, 170실) B동(40층, 210실)의 2개 동으로 구성돼 있으며 각각 지상 50층, 지상 40층의 초고층 건물로서 시니어레지던스 380실 모두가 56평형 규모이다. 지하는 3층까지 있으며 지하주차장이 존재한다. 주변에는 롯데시네마, 스타시티몰, 이마트, 더샵스타시티, 롯데백화점, 국민은행, 광진문화예술회관이 있다.

## 역사
2006년에 착공하여 2007년에 분양이 완료되었다. 2008년에 내부 공사가 끝난 후 2009년 4월에 완공하여 같은 해 6월에 오픈했다. 2012년 5월에 펜타즈 호텔이 오픈하였다.

## 건물

### 높이
더클래식500 호텔의 높이는 A동 196m, B동 177m이다. 완공 당시 1997년 롯데호텔 부산(41층, 173m)을 제치고 대한민국에서 가장 높은 호텔이 되었다. 2012년 콘래드 서울 호텔(37층, 200m)이 완공되기 전까지는 대한민국에서 가장 높았다.

### 특징
실버타운 초고층 건물은 호텔과 시니어레지던스이며 미래형 복합문화 주거공간이다. 그리고 미래를 즐기고 전망에서 풍경을 볼 수 있으며 남산타워 등 초고층 마천루들이 보인다. 높이와 층수가 다르고 금호건설이 이 건물을 지었으며 호텔에서는 휘트니스셴터, 와인바, 부페, 커피숍등 맛있는 음식들과 즐거운 시간을 보낼수 있다.

## 시설
피트니스센터, 수영장, 사우나, 와인바, 골프장, 북카페, 게임룸, 영화감상실, 음악감상실 등이 있다.
| 층수                | A동 시설                   | B동 시설                        |
| ------------------- | -------------------------- | ------------------------------- |
| 41층 ~ 50층         | 객실                       | -                               |
| 21층 ~ 40층         | 객실                       | 객실                            |
| 8층 ~ 20층          | 펜타즈 호텔                | 객실                            |
| 7층                 | 연회장                     | 객실                            |
| 6층                 | 라 파밀리아, AV룸, 도서관  | 객실                            |
| 5층                 | 마실, 노래방, 게임룸       | 객실                            |
| 4층                 | 피트니스센터, GX룸         | 피트니스센터                    |
| 3층                 | 메디컬센터                 | 라구뜨, 레스떼르, 아이리스      |
| 2층                 | 통합지원센터               | 그랜드 볼룸, 아젤리아, 클리닉존 |
| 1층                 | 프론트데스크, 기타편의시설 | 프론트데스크, 비즈니스센터      |
| 지하 1층            | 스파 & 골프, 편의점        | 스파 & 골프                     |
| 지하 6층 ~ 지하 2층 | 세탁실, 지하주차장         | 세탁실, 지하주차장              |

## 수상작
- 2010년 - 시니어 주거서비스 부문 대상 수상[2]

## 갤러리

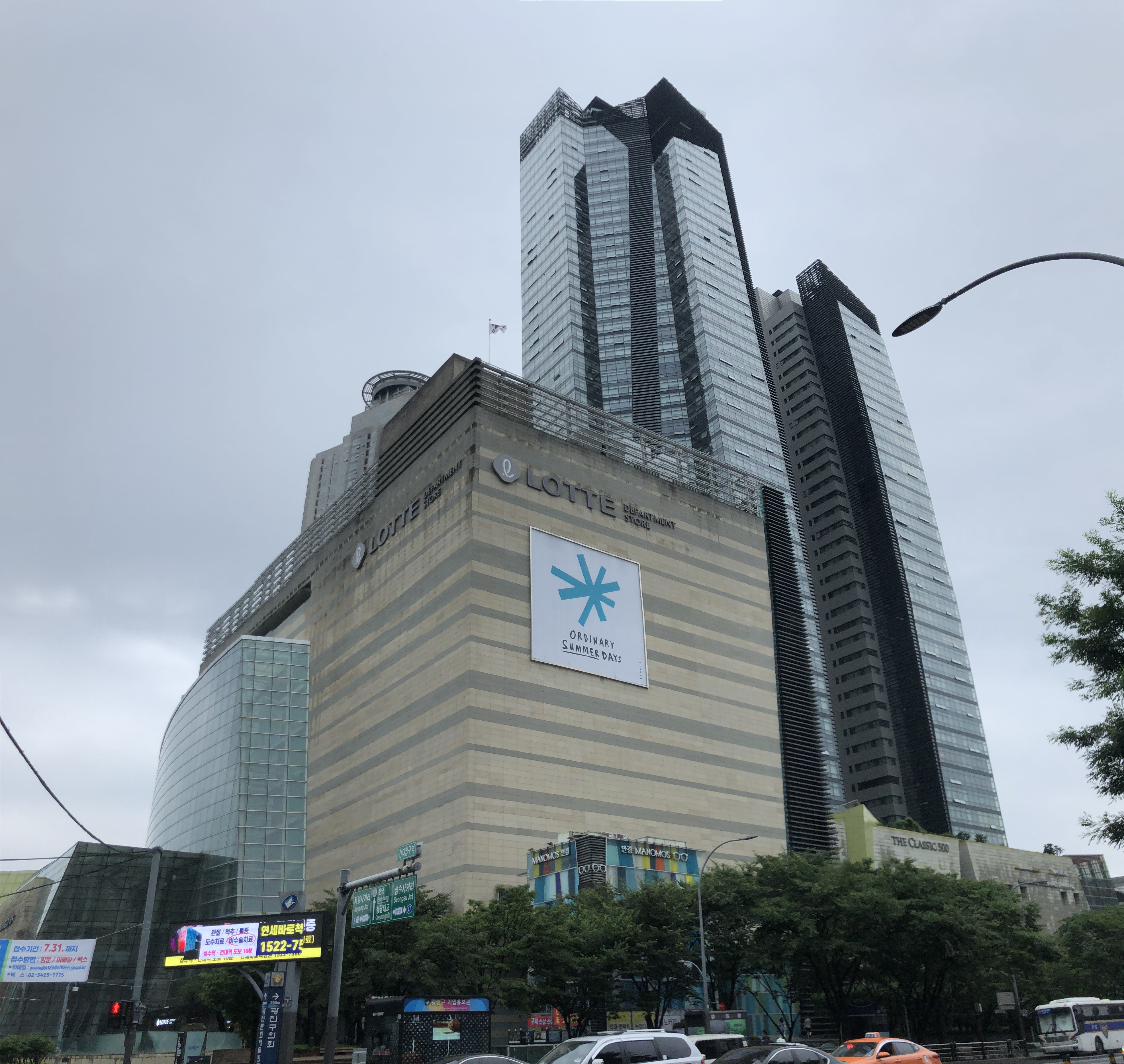
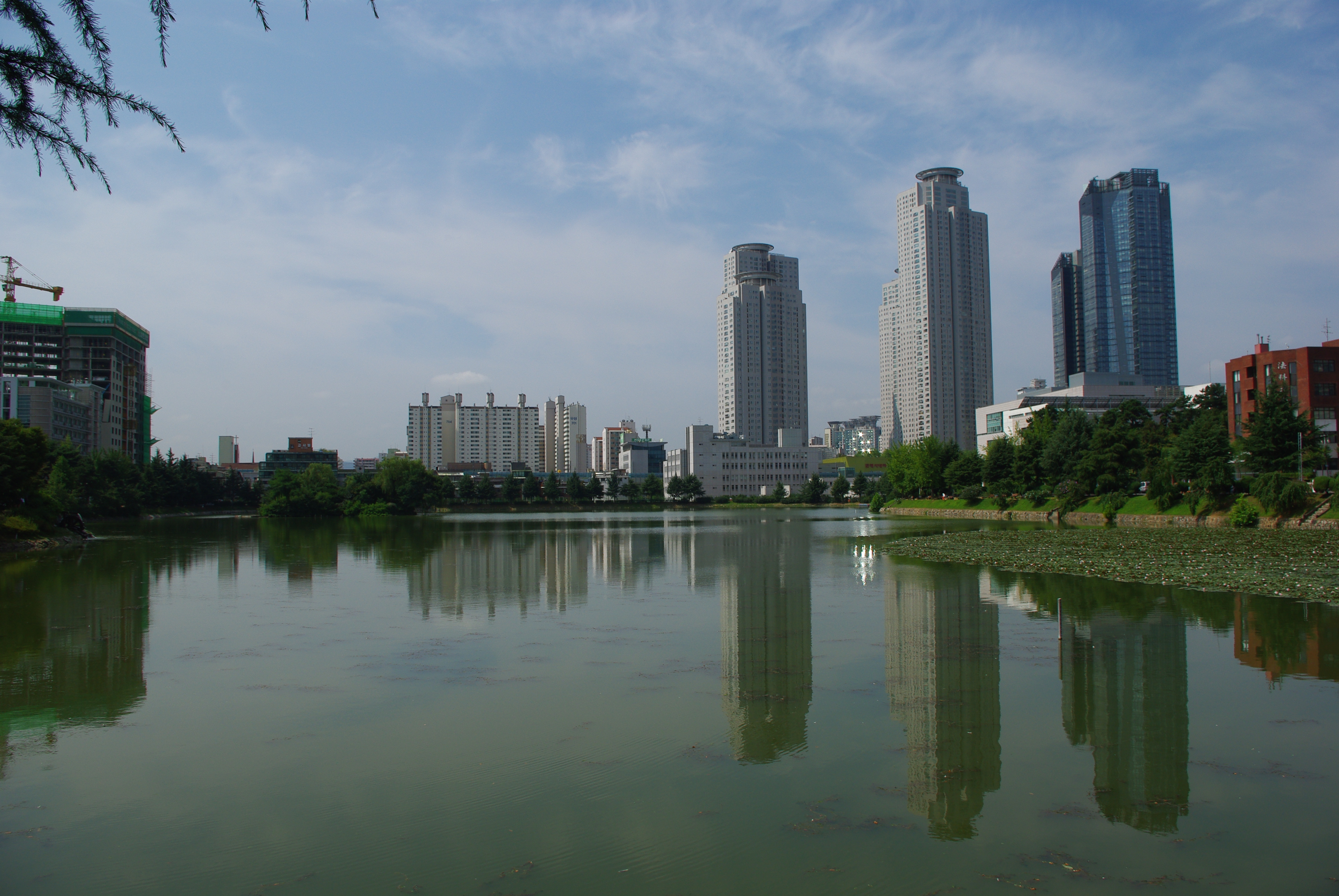
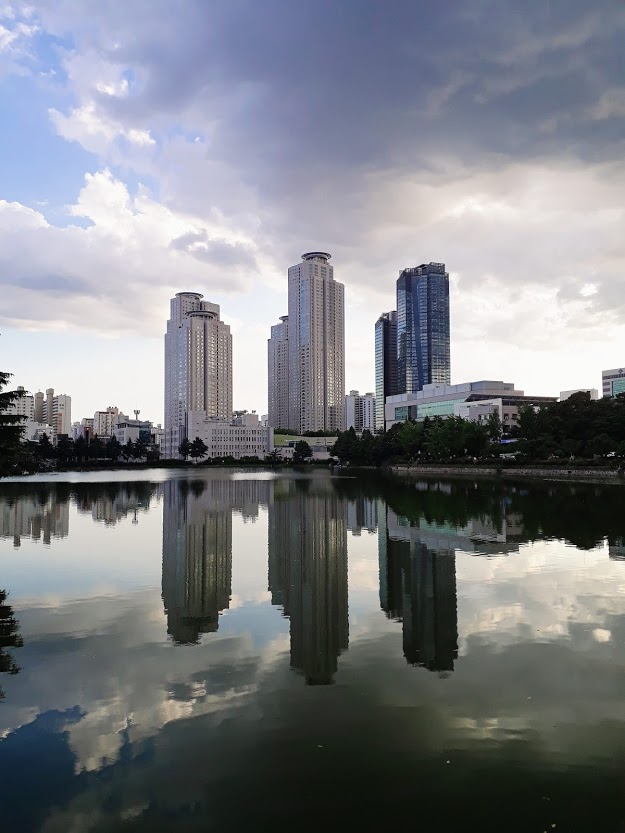
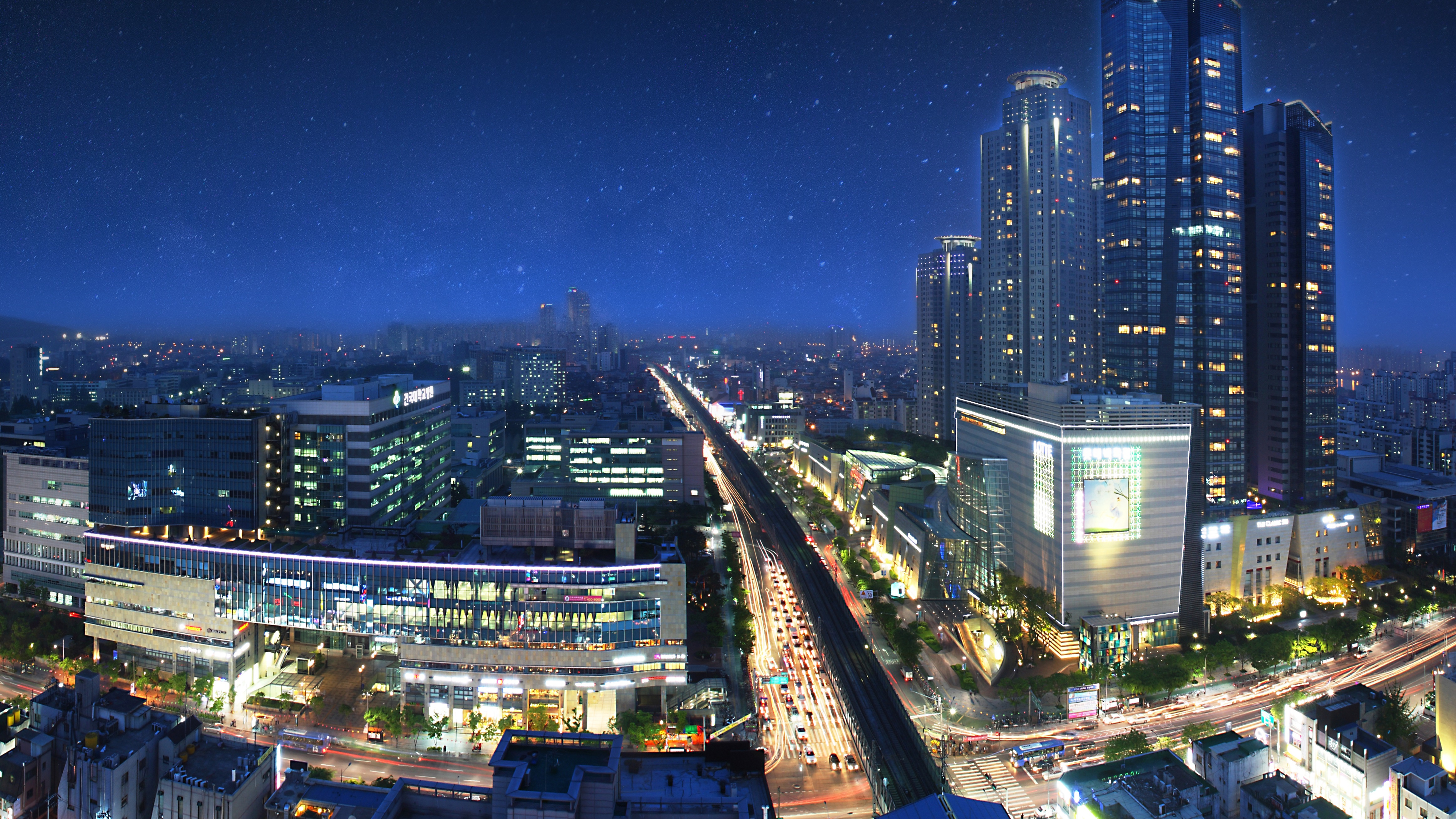

## 대중문화
- 블랙 팬서에 나온다.

## 같이 보기
- 대한민국의 마천루 목록
- 대한민국의 호텔 목록
- 서울특별시의 마천루 목록
- 더샵스타시티